# Kościół św. Andrzeja Apostoła w Łukowicy

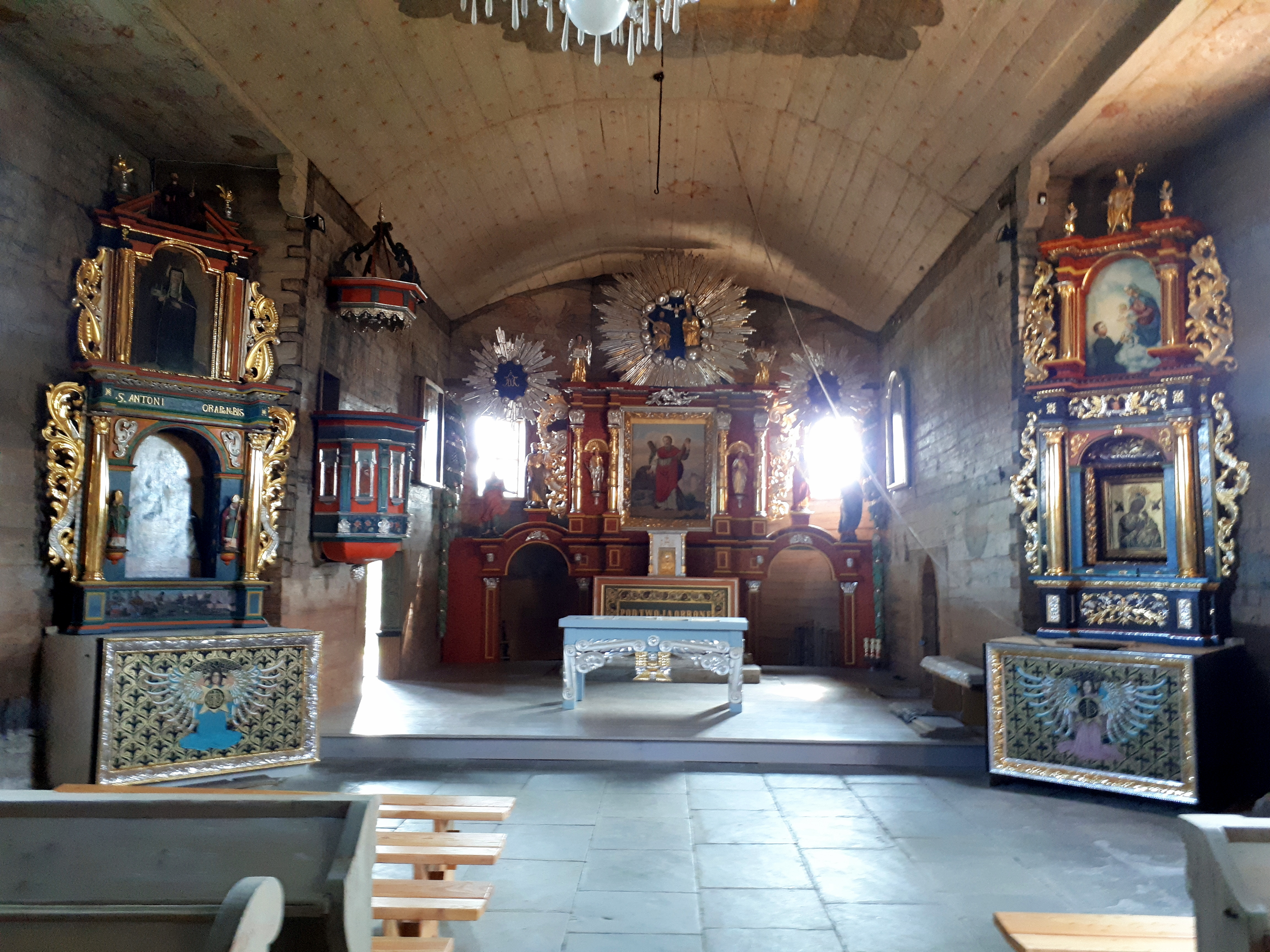
Wnętrze kościoła

Kościół św. Andrzeja Apostoła w Łukowicy – zabytkowa drewniana świątynia rzymskokatolicka, wzniesiona w II połowie XVII wieku dla parafii w miejscowości Łukowica w powiecie limanowskim. Obiekt znajduje się na Małopolskim Szlaku Architektury Drewnianej.

## Historia
W latach 1673–1697 wzniesiono w centrum wsi Łukowica drewniany barokowy kościół w miejscu, gdzie wcześniej stał kościół gotycki. Świątynia została poświęcona 23 czerwca 1720 przez biskupa kijowskiego Jana Tarły. 
W czasie swojej ponad 300-letniej historii kościół był wielokrotnie restaurowany. W trakcie jednej z tych prac w I poł. XIX wieku dobudowano przybudówki do prezbiterium.

## Architektura
Kościół św. Andrzeja w Łukowicy posiada wyraźne cechy stylu barokowego. Wzniesiono go według zasad konstrukcji zrębowej, oszalowany i pokryty blachą. Posiada jedną nawę, zakończoną węższym, zamkniętym trójbocznie prezbiterium. Po bokach dobudowano zakrystię i kaplicę boczną. Nad całością góruje czworoboczna, zwężająca się ku górze wieża, zwieńczona barokowym hełmem.
Zewnętrzną część prezbiterium zdobi przedstawienie Grupy Ukrzyżowania, z rzeźbami ludowymi z XVIII i XIX wieku. Charakterystyczny jest zbiór przedmiotów związanych z Męką Pańską, nawiązujących do przesłania Memento mori. Są to m.in. chusta św. Weroniki, a obok niej: gwoździe, młotek, bicze, cierniowa korona i obcęgi. Następnie od lewej strony: rękawica, dzbanek, pochodnia, kostki do gry, maczuga, kogut, suknia całodziana i powróz, zaś po prawej stronie czaszka trupia z piszczelami, kielich, kajdany, miecz, sakiewka Judasza ze srebrnikami, rózgi, włócznia i drabina.
Kościół otacza kamienny mur z XVIII wieku, w którym umieszczono kapliczki ze stacjami Drogi Krzyżowej.

## Wnętrze
Wnętrze przykrywają pozorne sklepienia kolebkowe, ozdobione polichromią z XIX wieku. Wyróżnia się zwłaszcza przedstawienie Trójcy Świętej koronującej Najświętszą Marię Pannę. W innych miejscach na sklepieniu i ścianach znajdują się pozostałości starszych, datowanych na XVIII wiek malowideł.

### Ołtarze
ołtarz głównypochodzi z końca XVII wieku. Umieszczono w nim figurę Matki Bożej, która przesłaniana jest przez dwa obrazy: Matka Boża oraz św. Andrzej. Interesujący jest zwłaszcza wizerunek patrona kościoła - Apostoł został na nim przedstawiony z krzyżem w kształcie X, który symbolizować ma jego męczeńską śmierć. W zwieńczeniu ołtarza znajduje się przedstawienie Trójcy Przenajświętszej w otoczeniu chmur i promieni.
ołtarze bocznepóźnobarokowe
- ołtarz Matki Bożej z dwoma obrazami: Matka Boża Nieustającej Pomocy oraz Przemienienie Pańskie[3]
- ołtarz z obrazem św. Teresa od Dzieciątka Jezus[3]
- ołtarz z obrazem Archanioł Michał w kaplicy bocznej[3]

### Wyposażenie
Większość wyposażenia kościoła jest drewniana i wykonana w stylu barokowym.
- klasycystyczna ambona z przełomu XVII i XVIII wieku, ozdobiona wizerunkami Ewangelistów i Chrystusa Pana[3]
- kamienna chrzcielnica z 1693[5]
- obraz św. Mikołaja w zakrystii z początku XVII wieku. Obraz jest wyblakły, ale sposób przedstawienia świętego jest rzadko spotykany: ukazano aż trzy atrybuty świętego: szatę biskupią, trzy złote kule oraz trzy panny, którym je podarował[5] (według innych źródeł są to trzej młodzieńcy[4])
- trzy barokowe krucyfiksy[3]
- feretrony z XVII wieku[3]
- obraz Rodzina św. Anny z XVI wieku, będący pozostałością tryptyku[6]
- obraz św. Kingi z XVIII wieku[6]
- chór muzyczny zdobi ażurowa balustrada z prostokątnym wysunięciem do przodu[7]
- organy wybudował Tomasz Fall ze Szczyrzyca w 1905 roku. Prawdopodobnie pierwotnie były przeznaczone do miejscowości Miastkówka (informacja ta została zapisana zieloną kredą i odnaleziona na jednym z podawaczy podczas ostatniej konserwacji w 2021 roku). Organy posiadają dwie bliźniacze szafy organowe przyozdobione w faliste belkowanie i liście akantu stół gry ustawiony przodem do prezbiterium centralnie na osi kościoła przed szafami organowymi. Instrument zachowany w oryginalnym stanie[7]